# Pomachromis
Pomachromis – rodzaj morskich ryb okoniokształtnych z rodziny garbikowatych. 

## Klasyfikacja
Gatunki zaliczane do tego rodzaju:
- Pomachromis exilis
- Pomachromis fuscidorsalis
- Pomachromis guamensis
- Pomachromis richardsoni